# مانوئل مور اوتی
مانوئل مور اوتی (اسپانیایی: Manuel Mur Oti‎؛ ۲۵ اکتبر ۱۹۰۸ – ۵ اوت ۲۰۰۳) نویسنده و کارگردان فیلم اهل اسپانیا بود.
از فیلم‌ها یا مجموعه‌های تلویزیونی که وی در آن‌ها نقش داشته است می‌توان به آسمان سیاه اشاره نمود.